# Błotnik rowerowy

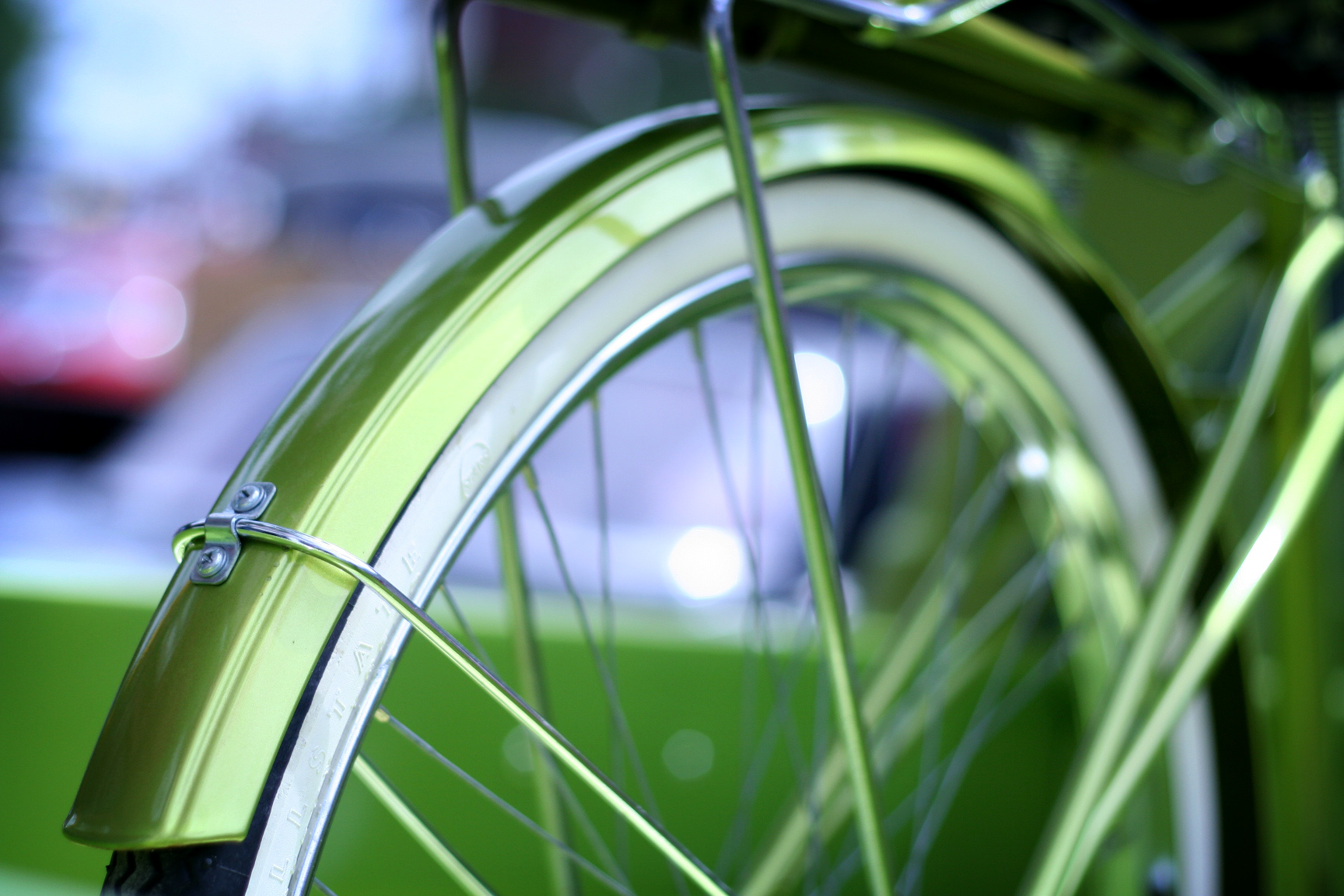
Błotnik rowerowy

Błotniki w rowerze spełniają tę samą funkcję co tzw. chlapacze w samochodzie, tj. kierunkują strumień wody wychlapywanej przez koła podczas ich obrotu, chroniąc rowerzystę przed ubrudzeniem.
Dostępna jest szeroka gama błotników: od metalowych (często chromowanych) aż po błotniki plastikowe – stosowane przez swą sprężystość głównie w rowerach MTB, ponieważ w przypadku wyrzucenia przez koło kamienia oderwanego z powierzchni, po której porusza się rower, nie dochodzi do zaklinowania koła i kamień zostaje wyrzucony na zewnątrz.

## Rodzaje błotników
- Aluminiowe błotniki – są lekkie i mocne, często stosowane w rowerach miejskich.
- Błotniki ze stali – materiał ten jest coraz mniej popularny, zazwyczaj używany w rowerach przeznaczonych do rekreacji.
- Błotniki z materiału syntetycznego – w modelach budżetowych zwykle wykonane z plastiku. Wytwarza się je również z termopolimerowej żywicy, polietylenu i innych materiałów. Bardziej zaawansowaną techniką jest połączenie tworzywa sztucznego z aluminium, co zwiększa trwało.
  - Błotniki typu „ass savers” – są lekkie, elastyczne i uniwersalne. Zazwyczaj montuje się je z tyłu za prętami siodełka, a z przodu umieszcza pod dolną rurą ramy.
- Błotniki z włókna węglowego – to rzadko spotykane, wykonane z mocnego włókna węglowego, będącego najlżejszym i najbardziej pożądanym materiałem wśród rowerzystów.[1]